# 松本市総合体育館
松本市総合体育館（まつもとしそうごうたいいくかん）は、長野県松本市に所在する総合体育館。
エア・ウォーターによる命名権（ネーミング・ライツ）取得に伴い、2024年4月よりエア・ウォーターアリーナ松本が愛称として使用されている。

## 概要
1991年に竣工。座席数は最大5,132席で、バレーボール、バスケットボールの国際大会を始め、さまざまなスポーツ大会に対応できる。また、松本市の成人式と信州大学の入学式が毎年同所で開催されるほか、過去にはサイトウ・キネン・フェスティバル松本が開催されていた。長野県松本文化会館と隣接している。ミズノ・松本体育協会グループが指定管理者となっている。

## イベント
- 1998年バレーボール世界選手権　Pool C の試合会場となる。
- 2004年ワールドリーグの日本戦の試合会場となる。
- 2007年ワールドカップバレー男子Bサイトの試合会場となる。
- 2010年世界選手権Pool C の試合会場となる。
- 2011年よりbjリーグに参入した信州ブレイブウォリアーズがホームゲームに使用。
- 2015年ワールドカップバレー女子第1ラウンドBサイトの試合会場となる。
- プロボクシング興行にも使用されたことがある。

## アクセス
- 松本駅からアルピコ交通バス信大横田循環線でエア・ウォーターアリーナ松本バス停すぐ。